# Bugel (Karawaci)
Bugel is een bestuurslaag in het regentschap Tangerang van de provincie Banten, Indonesië. Bugel telt 13.408 inwoners (volkstelling 2010).